# Francesc Tarrés i Marí
Francesc "Xico" Tarrés Marí (Eivissa, 1958) és un polític eivissenc del PSIB-PSOE. Ha estat batlle d'Eivissa (1999-2007) i president del Consell Insular d'Eivissa, que s'estrenà amb motiu de l'aprovació del l'Estatut d'autonomia de 2007 coincidint amb les eleccions al Consell Insular d'Eivissa de maig de 2007.
És diplomat en magisteri per la Universitat de Barcelona, mestre i entrenador d'handbol. Va ser regidor de l'Ajuntament d'Eivissa a partir de l'any 1991. Està afiliat al PSOE des de 1992. Fou cap de l'oposició municipal entre 1995 i 1999 i alcalde d'Eivissa de 1999 a 2007. Fou president del Consell d'Eivissa des del 9 de juliol de 2007 al 22 de maig de 2011.